# Michael Messner
Michael Alan Messner (* 1952) ist ein US-amerikanischer Soziologe. Seine Forschungsschwerpunkte sind Gender, besonders Männerforschung und Sportsoziologie.

## Leben
Messner schloss seinen Bachelor in Sozialwissenschaften und den Master in Soziologie an der California State University in Chico ab. Seinen Ph.D. in Soziologie machte er an der University of California, Berkeley. Seine Dissertation schrieb er über Männlichkeit und Sport (Masculinity and Sports: An Exploration of the Changing Meaning of Male Identity in the Lifecourse of the Athlete).
In den späten 1970er-Jahren beschäftigte er sich mit feministischen Theorien zur Konstruktion von Geschlecht, die er auf männliche Geschlechterrollen anwandte. In Berkeley nahm er an Seminaren zu Männern und Männlichkeit bei Bob Blauner teil, den ersten, die in den USA zu diesem Thema angeboten wurden.
Er ist seit 1987 Leiter des Fachbereichs Soziologie und Geschlechterforschung an der University of Southern California in Los Angeles.

## Werk

### Sport und Feminismus
Eines von Messners Forschungsgebieten ist die Sportberichterstattung. 2013 analysierte er mit Co-Autoren sechs Wochen lokaler und nationaler Berichterstattung. Sie stellten fest, dass trotz der gestiegenen Beteiligung von Mädchen und Frauen am Schul- und Profisport die Berichterstattung über Frauensport im Fernsehen so niedrig sei "wie nie zuvor". Medien würden Sport als Männerwelt idealisieren und so hegemoniale Geschlechterasymmetrien fördern.
Für seinen Aufsatz Gender ideologies, youth sports, and the production of soft essentialism führte Messner Befragungen mit Jugendsporttrainern durch. Dabei fiel auf, dass das Leben von Mädchen überwiegend als ein Leben voller Wahlmöglichkeiten beschrieben wurde, jedoch die Antworten auf die Frage nach Jungen weniger differenziert ausfielen. Trainer gingen davon aus, dass Jungen einfach vom Testosteron angetrieben würden. Messner beschrieb dieses Phänomen unter dem Begriff "weicher Essenzialismus". Es handle sich um eine Form des Differenzfeminismus, bei dem die individuellen Wahlmöglichkeit für Mädchen aufgewertet werden, während eine weitgehend naturalisierte Sichtweise von Jungen und Männern beibehalten wird. Diese Art des Denkens sei für Mädchen und Frauen weniger restriktiv als "harter" Essenzialismus, verstärke die Idee eines "natürlichen Unterschied" zwischen Jungen und Mädchen im Sport jedoch und sei kontraproduktiv für die feministische Bewegung als Ganzes.

### Männerpolitisches Dreieck
In  Politics of masculinities. Men in movements (2000) analysierte Messner die geschlechterpolitischen Haltungen unterschiedlicher Männergruppen in den USA. Zu diesem Zweck entwickelte er ein Dreiecksmodell, in dem die drei Ecken unterschiedliche eingenommene Perspektiven symbolisieren:
- Kritik an institutionalisierten männlichen Privilegien
- Betonen der Nachteile der männlichen Lebensrealität (Gesundheitsprobleme, Suizidrate …)
- Betonen von Unterschieden und Diversität innerhalb der männlichen Bevölkerung

Messner unterscheidet balancierte geschlechterpolitische Zugänge, die diese drei Perspektiven ausgewogen berücksichtigen, von unbalancierten Zugängen. Bei letzteren konzentrieren sich die Akteure auf nur eine Ecke des Dreiecks. Hier verortet Messner etwa antifeministische Männerrechtsbewegungen, die nur die ‚Kosten von Männlichkeit‘ thematisieren.

## Schriften (Auswahl)

### Bücher
- Power at Play: Sports and the Problem of Masculinity, Beacon Press; Reissue edition 1995, ISBN 080704105X
- Men's Lives (mit Michael Kimmel). Macmillan, 1989, 1992, 1995.
- Sport, Men, and the Gender Order: Critical Feminist Perspectives, (mit Don F. Sabo) (Hg.), Human Kinetics Publishers, 1990, ISBN 0873222814
- Politics of Masculinities: Men in Movements, Thousand Oaks 1997, ISBN 0-8039-5576-6
- Taking the Field: Women, Men, and Sports, University of Minnesota Press, 2002, ISBN 0816634491
- (mit McKay, Jim, Michael und Don Sabo) (Hg.): Masculinities, Gender Relations, and Sport. Thousand Oaks, CA: Sage (Research on Men and Masculinities Series, No. 13), 2000

### Aufsätze
- Boyhood, Organized Sports and the Construction of Masculinities. In: Susan J. Ferguson: Mapping the social landscape: readings in sociology., Mayfield Publishing Company, Mountain View, Calif., 1996, ISBN 1559345519.
- Michael A. Messner, Jeffrey Montez de Oca: The Male Consumer as Loser: Beer and Liquor Ads in Mega Sports Media Events. In: Signs, 30. Jg., Nr. 3, Spring 2005, S. 1879–1909.
- Gender ideologies, youth sports, and the production of soft essentialism. In: Sociology of Sport Journal, 28. Jg., Nr. 2, Juni 2011, S. 151–170. doi:10.1123/ssj.28.2.151

### Artikel
- A Place on the Team: The Triumph and Tragedy of Title IX

| Personendaten    | Personendaten                                             |
| ---------------- | --------------------------------------------------------- |
| NAME             | Messner, Michael                                          |
| ALTERNATIVNAMEN  | Messner, Michael Alan (vollständiger Name)                |
| KURZBESCHREIBUNG | US-amerikanischer Sportsoziologe und Geschlechterforscher |
| GEBURTSDATUM     | 1952                                                      |